# Rojów
Rojów es un pueblo en el municipio de Ostrzeszów, comprendido en el distrito de Ostrzeszów, voivodato de Gran Polonia, en el centro oeste de Polonia. Se encuentra aproximadamente a 10 kilómetros al noroeste de Ostrzeszów, y a 128 kilómetros al sureste de la capital regional Poznań.